# Крива Осгуда

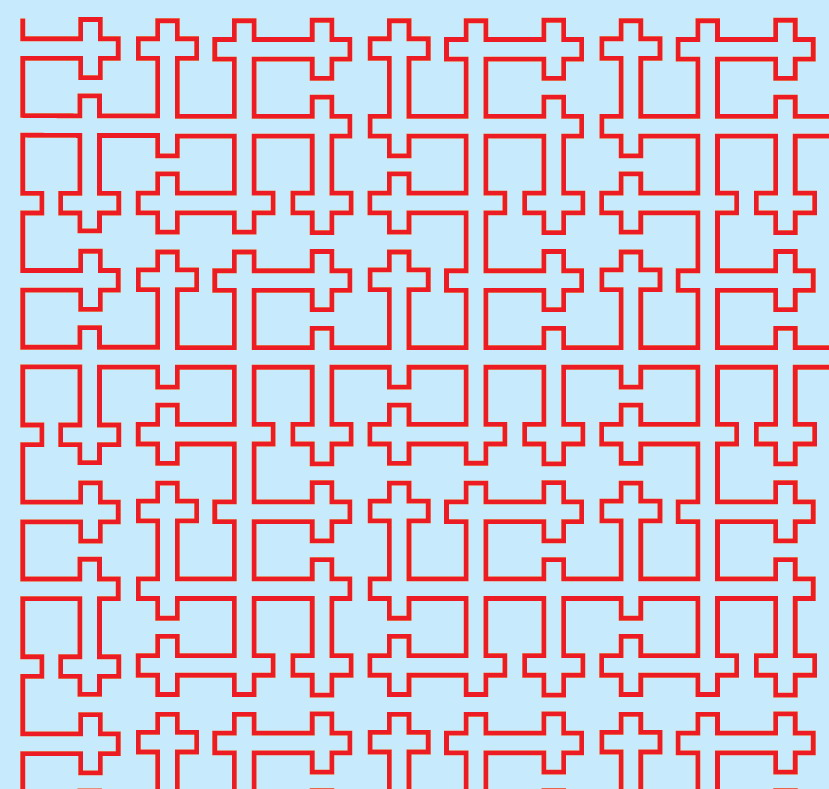
Крива Осгуда

Фрактальна побудова кривої Кноппа з трикутників. Є різновидом кривих Осгуда.

Крива Осгуда — різновид  кривої Жордана, що не перетинає сама себе й має додатну площу.  На евклідовій площині її двовимірна міра Лебега теж є додатною.

## Історія
Криву Осгуда, що заповнювала квадрат, було описано Вільямом Фогом Осгудом 1903 року. Саме така ламана отримала його ім'я. Згодом цю назву було узагальнено й на інші фігури. Наприклад, Кнопп 1917 року використав рекурсивний поділ трикутника на пари менших трикутників, що мають спільну вершину, шляхом видалення клиноподібних сегментів.